# Hendrik Versmissen
Hendrik Versmissen (Hoogstraten, 18 januari 1879 - 18 december 1966) was een Belgisch huisarts en dichter.

## Loopbaan
Hij studeerde af als dokter in Leuven in 1903. Bij het uitbreken van de Eerste Wereldoorlog werd hij als legerarts opgeroepen. Bij het beleg van Antwerpen raakte hij afgezonderd van zijn eenheid en kwam via Nederland in Engeland terecht. In 1916 vervoegde hij zich bij het Belgisch leger op het vasteland en kwam zo in de frontlinie terecht bij de eerstehulpposten. Dit bleef hij doen tot het einde van de oorlog. Hij was Vlaams gezind en kwam in contact met de Heldenhulde: "Alles voor Vlaanderen, Vlaanderen voor Kristus".

## Gedenksporen in Hoogstraten
In Hoogstraten is er een Dokter Versmissenstraat met een gedenkmonument. De gedenkplaat aan het begin van die straat is gemaakt door beeldhouwer Jef Martens en was eerst onderdeel van een zitbank dat in het Heilig Bloedpark stond. Dit herdenkingsmonument ter ere van de honderdste verjaardag van zijn geboortedag was een initiatief in 1979 van de v.z.w. Vlaamse Toeristenbond, afdeling Hoogstraten. Tevens werd het boek 'Bloemlezing uit het werk van Hendrik Versmissen' uitgegeven door het V.T.B secretariaat.

## Literair werk
Reeds in zijn eerste dichtbundel bleek de romantische inborst van de dokter die hunkert naar liefde en geluk. Zijn schrijven werd onderbroken door de ruwheid van de Eerste Wereldoorlog, in 1926 verschijnt zijn volgend werk. Vanaf dan tot het begin van de Tweede Wereldoorlog is zijn meest vruchtbare periode. Steeds komt de liefde voor de streek, het Kempens nederige en het eenvoudige op de voorgrond in zijn literair werk.
- Gelmel - mysterieuze sage
- Blond Germanje - Vlaams bewustzijn en afkeer van oorlog
- De Rode Dageraad - Angst voor nieuwe denksystemen
- Het meisje van Breda - De groot-Nederlandse gedachte